# میار شریف
میار شریف (عربی: ميار شريف أحمد عبد العزيز؛ زادهٔ ۵ مهٔ ۱۹۹۶) تنیس‌باز زن اهل مصر است.
وی در مسابقات کشوری و بین‌المللی در مجموع برندهٔ ۳ مدال طلا شده‌است.